# بروكلين
بروكلين، هي إحدى أحياء مدينة نيويورك، تقع في أقصى الطرف الغربي من جزيرة لونغ آيلاند في ولاية نيويورك. كانت سابقًا مدينة مستقلة، وتُعد اليوم متطابقة حدوديًا مع مقاطعة كينغز، وهي واحدة من اثنتي عشرة مقاطعة أصلية أُنشئت تحت الحكم الإنجليزي عام 1683 فيما كان يُعرف آنذاك بمستعمرة نيويورك. ووفقًا لتعداد الولايات المتحدة لعام 2020، بلغ عدد سكان بروكلين 2,736,074 نسمة، ما يجعلها الأكثر اكتظاظًا بالسكان من بين الأحياء الخمسة لمدينة نيويورك، وكذلك المقاطعة الأكثر سكانًا في الولاية. تُعد بروكلين ثاني أكثر مقاطعة كثافة سكانية في الولايات المتحدة بعد مانهاتن، وذلك حتى عام 2022 وبكثافة سكانية تبلغ 37,339.9 نسمة لكل ميل مربع (14,417.0 نسمة/كم²). ولو بقيت بروكلين مدينة مستقلة، لكانت الآن رابع أكبر مدينة أمريكية من حيث عدد السكان بعد نيويورك (بدون بروكلين)، ولوس أنجلوس، وشيكاغو.
سُمّيت بروكلين على اسم بلدة "بروكيلن" الهولندية في هولندا، وهي مجاورة لحي كوينز ومقاطعتها. وترتبط بجزيرة مانهاتن بعدة جسور وأنفاق تعبر نهر الشرق، أبرزها جسر بروكلين الشهير من الناحية المعمارية. كما تتصل بجزيرة ستاتن آيلاند عبر جسر فيرازانو-ناروز. وتبلغ مساحة اليابسة في مقاطعة كينغز 69.38 ميلًا مربعًا (179.7 كم²)، ومساحة المياه 27.48 ميلًا مربعًا (71.2 كم²)، مما يجعلها رابع أصغر مقاطعة في ولاية نيويورك من حيث مساحة اليابسة، وثالث أصغرها من حيث المساحة الإجمالية.
تأسست بروكلين على يد الهولنديين في القرن السابع عشر، ونمت لتصبح مدينة ميناء نشطة على ميناء نيويورك بحلول القرن التاسع عشر. وفي 1 يناير 1898، وبعد حملة سياسية ومعركة علاقات عامة طويلة خلال تسعينيات القرن التاسع عشر—رغم معارضة السكان المحليين—تم دمج بروكلين مع مناطق أخرى ضمن ميثاق مدينة نيويورك الكبرى، لتشكل البنية الحالية ذات الأحياء الخمسة. ولا تزال بروكلين تحتفظ بثقافتها المتميزة، إذ تتكون العديد من أحيائها من مجتمعات عرقية متماسكة. ويُقال إن اليهود يشكلون نحو ربع سكانها، حتى وُصفت بأنها "أكثر بقاع الأرض يهودية".
شعار بروكلين الرسمي، الظاهر على ختم العلم الخاص بها، هو "Eendraght Maeckt Maght"، ويعني باللغة الهولندية القديمة "الاتحاد قوة".
من أبرز المؤسسات التعليمية في بروكلين: كلية بروكلين وكلية ميدغار إيفرز وكلية نيويورك للتقنية، التابعة جميعها لجامعة مدينة نيويورك، بالإضافة إلى كلية تاندون للهندسة بجامعة نيويورك. أما في المجال الرياضي، فيلعب فريق كرة السلة بروكلين نتس  وفريق نيويورك ليبرتي في مركز باركليز.
شهدت بروكلين في العقود الأولى من القرن الحادي والعشرين نهضة ثقافية واقتصادية، وأصبحت وجهة شهيرة للمهتمين بالثقافة البديلة، مع ما رافق ذلك من تغيرات عمرانية شملت ارتفاعًا كبيرًا في أسعار المساكن وتراجع القدرة على تحمل تكاليف السكن. وقد اشترطت بعض مشاريع الإسكان الجديدة تضمين وحدات سكنية بأسعار معقولة. ومنذ العقد الثاني من القرن الحادي والعشرين، برزت مناطق من بروكلين كمراكز لريادة الأعمال، والشركات الناشئة في مجال التكنولوجيا العالية، والفن ما بعد الحداثي، والتصميم.

## المناخ
يظهر الجدول التالي التغييرات المناخية على مدار السنة لبروكلين:
| البيانات المناخية لـبروكلين                | البيانات المناخية لـبروكلين | البيانات المناخية لـبروكلين | البيانات المناخية لـبروكلين | البيانات المناخية لـبروكلين | البيانات المناخية لـبروكلين | البيانات المناخية لـبروكلين | البيانات المناخية لـبروكلين | البيانات المناخية لـبروكلين | البيانات المناخية لـبروكلين | البيانات المناخية لـبروكلين | البيانات المناخية لـبروكلين | البيانات المناخية لـبروكلين | البيانات المناخية لـبروكلين |
| الشهر                                      | يناير                       | فبراير                      | مارس                        | أبريل                       | مايو                        | يونيو                       | يوليو                       | أغسطس                       | سبتمبر                      | أكتوبر                      | نوفمبر                      | ديسمبر                      | المعدل السنوي               |
| ------------------------------------------ | --------------------------- | --------------------------- | --------------------------- | --------------------------- | --------------------------- | --------------------------- | --------------------------- | --------------------------- | --------------------------- | --------------------------- | --------------------------- | --------------------------- | --------------------------- |
| الدرجة القصوى °ف (°م)                      | 63 (17)                     | 60 (16)                     | 75 (24)                     | 91 (33)                     | 89 (32)                     | 95 (35)                     | 103 (39)                    | 104 (40)                    | 98 (37)                     | 81 (27)                     | 83 (28)                     | 75 (24)                     | 104 (40)                    |
| الحد الأقصى المتوسط °ف (°م)                | 51.8 (11.0)                 | 55.9 (13.3)                 | 63.5 (17.5)                 | 73.1 (22.8)                 | 83.9 (28.8)                 | 87.1 (30.6)                 | 88.5 (31.4)                 | 87.1 (30.6)                 | 80.4 (26.9)                 | 73.0 (22.8)                 | 63.1 (17.3)                 | 55.1 (12.8)                 | 88.5 (31.4)                 |
| متوسط درجة الحرارة الكبرى °ف (°م)          | 44.1 (6.7)                  | 49.8 (9.9)                  | 54.0 (12.2)                 | 64.0 (17.8)                 | 73.5 (23.1)                 | 78.0 (25.6)                 | 83.2 (28.4)                 | 81.9 (27.7)                 | 75.3 (24.1)                 | 67.5 (19.7)                 | 55.3 (12.9)                 | 49.0 (9.4)                  | 64.6 (18.1)                 |
| متوسط درجة الحرارة الصغرى °ف (°م)          | 31.3 (−0.4)                 | 33.1 (0.6)                  | 39.2 (4.0)                  | 48.5 (9.2)                  | 54.8 (12.7)                 | 62.8 (17.1)                 | 68.5 (20.3)                 | 67.8 (19.9)                 | 60.8 (16.0)                 | 51.6 (10.9)                 | 45.7 (7.6)                  | 36.5 (2.5)                  | 50.1 (10.0)                 |
| الحد الأدنى المتوسط °ف (°م)                | 24.8 (−4.0)                 | 28.4 (−2.0)                 | 34.1 (1.2)                  | 40.6 (4.8)                  | 48.6 (9.2)                  | 57.7 (14.3)                 | 63.7 (17.6)                 | 63.6 (17.6)                 | 51.2 (10.7)                 | 40.6 (4.8)                  | 31.4 (−0.3)                 | 27.3 (−2.6)                 | 24.8 (−4.0)                 |
| أدنى درجة حرارة °ف (°م)                    | 10 (−12)                    | 13 (−11)                    | 15 (−9)                     | 33 (1)                      | 33 (1)                      | 50 (10)                     | 61 (16)                     | 53 (12)                     | 38 (3)                      | 27 (−3)                     | 23 (−5)                     | 15 (−9)                     | 10 (−12)                    |
| المصدر: NOAA (relative humidity 1961–1990) |                             |                             |                             |                             |                             |                             |                             |                             |                             |                             |                             |                             |                             |

## توأمة
لبروكلين اتفاقيات توأمة مع كل من:
- غدينيا
- بني براك
- لامبيث
- أنسيو
- بشكطاش
- ليوبولدشتات
- كوناك (إزمير)
- شاويانغ
- ييوو

## أعلام
- وينسر مكاي
- إلياس هاو
- لويس ريتشاردز
- جيمس شيريدان
- بيرني ساندرز
- كوربن بلو
- مايكل جوردن
- إيدي ميرفي
- يوسف برودسكي
- آرون سوارتز
- وودي آلن
- إسحق عظيموف